# Gonodera
Gonodera är ett släkte av skalbaggar som beskrevs av Étienne Mulsant 1856. Gonodera ingår i familjen svartbaggar.
Släktet innehåller bara arten Gonodera luperus.